# Michaël Jonckheere
Michaël Jonckheere (1 september 1987) is een Belgisch voetballer. Jonckheere is een verdediger en speelt sinds 2020 bij R. Léopold FC.

## Jeugdcarrière
- 1993-1999: La Hulpe
- 1999-2003: RWDM
- 2003-2005: FC Brussels

## Profcarrière
- 2005-2008: FC Brussels  24 (0)
- 2008-2011 : AFC Tubize  ? (?)
- 2011-2012: Sint-Niklaas
- 2012-2014: White Star Bruxelles
- 2014-2015: RRC de Waterloo
- 2015-2017: R. Léopold FC
- 2017-2020: RAAL La Louvière
- 2020-heden: RCS Brainois